# Бйорн Сортланн
Бйорн Сортланн (норв. Bjørn Sortland; 1 травня 1968) — норвезький автор, відомий своїми творами для дітей та підлітків. Лауреат численних нагород та премій, в тому числі премії Emmausprisen, у категорії «Найкраща норвезька книга для дітей».

## Життєпис
Бйорн Сортланн народився 1 травня 1968 року у місті Берген, Норвегія. За освітою Сортланн соціолог, також навчався в Академії письма в Хордаланді. Починаючи з 1998 року повністю присвятив себе письменництву.
Після його дебютної книги «It's not Night» (1992), автор написав ряд дитячих і підліткових оповідань. Його твори перекладені на 20 мов світу, та отримали безліч норвезьких і міжнародних літературних нагород. Книги Сортланна вирізняються легким, гумористичним стилем, який поєднаний з серйозним сприйняттям дитячого світу і їх проблем.
За допомогою художньої літератури письменник поширює знання і захоплення мистецтвом — в дитячих книгах, новелах, ілюстрованих виданнях і книгах, насичених драматизмом і напругою, таких як популярна серія «Арт-детектив».

## Переклади українською
З 2017 року арт-видавництво Nebo Booklab Publishing почало випускати найвідомішу серію книг Бйорна Сортланна «Арт-детектив». Кожна книга серії присвячена пригодам однієї норвезької родини у різних містах планети. В книгах детально розкривається архітектура та основні історичні пам'ятки міст, де відбуваються події. Особливістю кожного твору є його спрямованість на популяризацію мистецтва, об'єктами детективної складової сюжету часто виступають відомі роботи Пікассо, Матісса та інших художників. Також Сортланн добре розкриває деякі психологічні проблеми, які притаманні дітям молодшого, середнього та старшого шкільного віку.
На даний момент українською мовою вийшли наступні твори Бйорна Сортланна:
- Таємниця Венеції [Архівовано 1 грудня 2017 у Wayback Machine.] (2017);
- Таємниця Лондона [Архівовано 1 грудня 2017 у Wayback Machine.] (2017);
- Таємниця Луксора (2017);
- Таємниця Нью-Йорка (2017).